# شهرستان ویلسون (تنسی)
شهرستان ویلسون، تنسی (به انگلیسی: Wilson County, Tennessee) یک سکونتگاه مسکونی در ایالات متحده آمریکا است که در تنسی واقع شده‌است.

## خصوصیات
شهرستان ویلسون ۱٬۵۰۹٫۹۷ کیلومترمربع مساحت دارد.